# ルートヴィヒ・デーデルライン

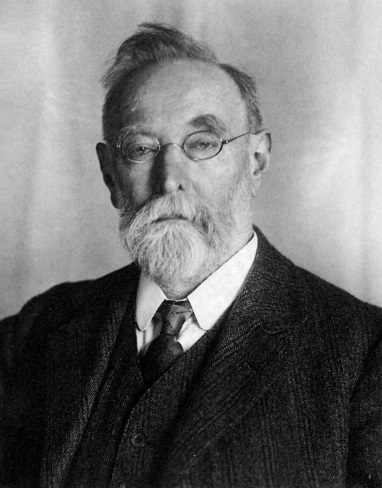
ミュンヘン国立動物学博物館館長時代のデーデルライン（1927年）

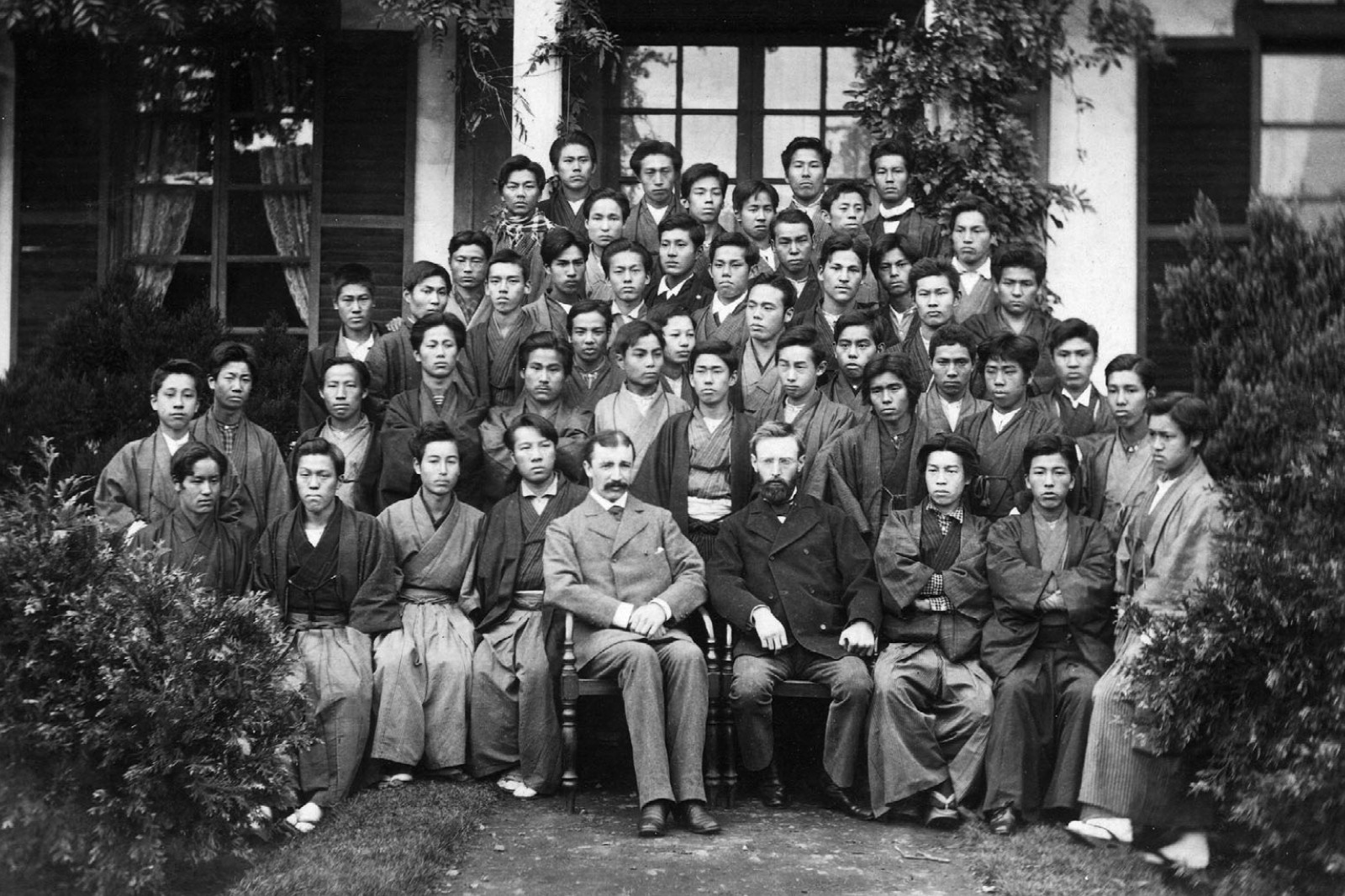
デーデルライン（中央向かって右側の黒いコート）と東京帝大の学生たち（1881年1月1日）

ルートヴィヒ・H・P・デーデルライン（Ludwig H. P. Döderlein、1855年3月3日 - 1936年3月23日）は、明治時代にお雇い外国人として来日したドイツの生物学者である。

## 経歴・人物
ドイツ西部ライン川中流にあるラインラントのベルクツアベルンの生まれ。ミュンヘン大学で自然科学を学ぶ。卒業後、シュトラスブルク大学で教鞭を執り、理学博士を取得した。 
1879年（明治12年）に日本政府の招聘によりフランス国籍の船舶で来日した。東京帝国大学（現在の東京大学）医学部に雇われ、植物学や動物学等生物に関する学問の教鞭を執った。また、同時期に日本各地を研究のために旅行した。神奈川県江ノ島でホッスガイやウミユリ類のトリノアシ等、珍しい海産生物を発見した事により、その島に含まれる相模湾を「海産生物の宝庫」と称賛した。九州及び奄美地方を旅行した際には、動物地理学上の境界線が両者の間に存在する事を提言した。
1881年（明治14年）に任期満了により帰国した。滞日期間は僅か二年であったが、日本における動物学に強い影響を与えた。その後再度シュトラスブルク大学で教鞭を執ったり、シュトラスブルク博物館の館長を務めたりする等、帰国後も動物研究に携わった。後に第一次世界大戦により同地はフランス領となり、大学時代に過ごしたミュンヘンに移住した。